# Dichaetura capricornis
Dichaetura capricornis is een buikharige uit de familie Dichaeturidae. Het dier komt uit het geslacht Dichaetura. Dichaetura capricornis werd in 1865 voor het eerst wetenschappelijk beschreven door Metschnikoff. 